# Germán Colunga
Germán Emilio Colunga Cobos (Lima, 28 de mayo de 1922 - 31 de agosto de 1992) fue un futbolista peruano, se desempeñaba como mediocampista y defensa. Tuvo pasos importantes por el Universitario, Sporting Tabaco y Deportivo Municipal, en este último convirtiéndose en uno de los máximos referentes históricos.

## Trayectoria
Se dio a conocer en Primera División con el modesto Sucre FBC.
En 1950, saldría campeón con el cuadro de Deportivo Municipal e individualmente convirtiéndose en eje del equipo y uno de los mejores del campeonato.
En ese periodo, reforzaría a equipos como Botafogo, Independiente Medellín y Alianza Lima, no aceptaría ninguna oferta de estos clubes por seguir en el conjunto edil.
A mitad de 1953 jugaría en Sporting Tabaco con poco éxito, en 1954 ficharía por Universitario de Deportes, ganándose el puesto de titular rápidamente.
Finalmente, termina su carrera jugando para Deportivo Municipal en el año 1958.

## Clubes
| Club                | País | Año         |
| ------------------- | ---- | ----------- |
| Defensor Guido      | Perú | 1937 - 1940 |
| Sucre FBC           | Perú | 1941 - 1949 |
| Deportivo Municipal | Perú | 1950 - 1951 |
| Sporting Tabaco     | Perú | 1952 - 1953 |
| Universitario       | Perú | 1954 - 1955 |
| Atlético Chalaco    | Perú | 1956        |
| Deportivo Municipal | Perú | 1957 - 1958 |

## Palmarés

### Campeonatos nacionales
| Título           | Club                | País | Año  |
| ---------------- | ------------------- | ---- | ---- |
| Primera División | Sucre FBC           | Perú | 1944 |
| Primera División | Deportivo Municipal | Perú | 1950 |